# Lars Bryggman
Ej att förväxlas med danska skådespelaren Lars Brygmann.
Lars Bryggman, född 9 januari 1993 i Umeå, är en svensk ishockeyforward som spelar för Skellefteå AIK i SHL.

## Karriär
Bryggman är uppvuxen i Piteå. Han har tidigare under sin karriär spelat för Storfors AIK (hans moderklubb), Piteå HC, Luleå HF, Leksands IF, Asplöven HC, IK Pantern, Malmö Redhawks och Pelicans.
Han hade även ett try-out-kontrakt med Modo Hockey inför Hockeyallsvenska säsongen 2016/2017, men fick strax innan starten lämna klubben för IK Pantern i samma liga. Senare under samma säsong lånades Bryggman ut till Malmö Redhawks, där han gjorde 13 poäng på 29 grundseriematcher. Inför säsongen 2017/2018 skrev Bryggman på ett ettårskontrakt med den klubben dessutom.

## Meriter
- Brons U17 WHC (2009/2010)
- Silver J20 SM (2010/2011)
- Champions Hockey League (CHL) Champions (2014/2015)

## Klubbar
- Piteå HC J18, J18 Elit (2007/2008 – 2008/2009)
- Skellefteå AIK J20, Superelit (2009/2010 – 2011/2012)
- Piteå HC, Hockeyettan (2012/2013)
- Piteå HC J20, Superelit (2012/2013)
- Luleå HF, SHL (2013/2014 – 2014/2015)
- Asplöven HC, Allsvenskan (2013/2014 – 2014/2015) (lån)
- Leksands IF, Allsvenskan (2015/2016)
- Asplöven HC, Allsvenskan (2015/2016)
- IK Pantern, Allsvenskan (2016/2017)
- Malmö Redhawks, SHL (2016/2017) (lån)
- Malmö Redhawks, SHL (2017/2018 – 2021/2022)
- Pelicans, Liiga (2022/2023 – 2024/2025)
- Skellefteå AIK, SHL (2025/2026 –)